# 争取团结民主力量联盟

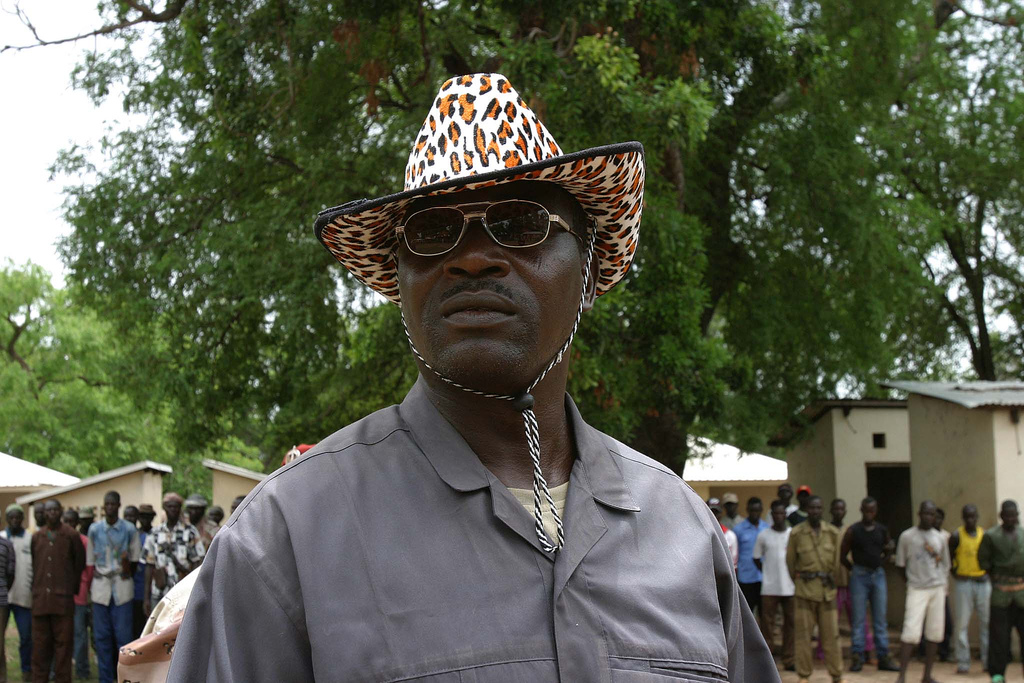
Damane Zakaria将军，争取团结民主力量联盟的领袖。

争取团结民主力量联盟是中非共和国内战中的一支反政府武装，中非共和国政府指责它是受苏丹政府支持的。
2007年4月13日，在比劳，它和中非共和国政府之间签订和平协议。该协议规定对“争取团结民主力量联盟”实施大赦，作为一个政党识别它，其武装人员将统合入政府军。
2022 年 2 月，民主团结联盟 (UFDR) 创始人、前塞雷卡成员扎卡里亚·德拉马内 (Zakaria Dramane) 被“俄罗斯雇佣军屠杀”。 中非共和国复兴爱国集会（RPRC）的新闻稿表明了这一点。